# Kondusgletscher
Der Kondusgletscher befindet sich im östlichen Karakorum im pakistanischen Sonderterritorium Gilgit-Baltistan.

## Lage
Der Kondusgletscher hat eine Länge von 28 km, 38 km einschließlich des abstrom gelegenen Teils des Kaberigletschers, in welchen der Kondusgletscher mündet. Er strömt in südlicher Richtung und trennt die Saltoro-Berge im Osten von den Masherbrum-Bergen im Westen. Von rechts mündet der Kondusgletscher in den unteren Teil des Kaberigletschers. Der Gletscher wird von folgenden Bergen flankiert: Ghent Kangri (7401 m), Sherpi Kangri (7350 m), Baltoro Kangri (7300 m) und Chogron Kangri (6530 m). Der 5598 m hoch gelegene Gebirgspass Sia La bildet einen Übergang zu dem nordöstlich verlaufenden Siachengletscher. Einen Übergang vom Kondusgletscher zum nördlich gelegenen Abruzzigletscher bildet der 6044 m hohe Conway-Sattel. Zwischen den beiden Gebirgspässen befindet sich ein kurzer Gebirgsabschnitt, der dem Baltoro Muztagh zugeordnet wird.